# Centrul de Cercetare Ecumenică Sibiu
Centrul de Cercetare Ecumenică (CCES) este un institut de cercetare al Universității „Lucian Blaga” din Sibiu, înființat în anul 2005 de către Facultatea de Teologie Ortodoxă „Andrei Șaguna” și Departamentul de Teologie Protestantă. Scopul institutului este de a promova dialogul ecumenic studiile religioase, teologice și filosofice. Sediul CCES se află în Centrul Cultural „Friedrich Teutsch”, Sibiu. În Centrul Cultural „Friedrich Teutsch” se află și biblioteca institutului, Biblioteca Centrului de Cercetare Ecumenică. Institut oferă anual bursele post-doctorale "Andrei Scrima", organizează un semestru ecumenic pentru studenții străini și realizează cursuri periodice de limbi clasice sub egida "Școlii de limbi clasice și orientale Dan Slușanschi".  

## Activitățile institutului
- publicarea periodicului Review of Ecumenical Studiesp Arhivat în 17 septembrie 2018, la Wayback Machine.
- publicații de studii ecumenice Arhivat în 17 septembrie 2018, la Wayback Machine. - seriile: Documenta Oecumenica
- bursele de cercetare "Andrei Scrima"[9][10]
- cursuri de limbi clasice și orientale "Dan Slușanschi" Arhivat în 13 aprilie 2021, la Wayback Machine.[11]
- derularea de proiecte de cercetare[12][13]
- formarea unei infrastructuri în cercetarea ecumenică și interreligioasă[14]
- promovarea receptării în România a dialogurilor ecumenice internaționale[15]